# Блёклый глубоководный электрический скат
Блёклый глубоководный электрический скат лат. Benthobatis marcida — вид скатов рода глубоководных электрических скатов семейства лат. Narcinidae отряда электрических скатов. Это хрящевые рыбы, ведущие донный образ жизни, с крупными, уплощёнными грудными плавниками в форме диска и с длинным хвостом. Они способны генерировать электрический ток. Обитают в центрально-западной части Атлантического океана на глубине до 923 м. Максимальная зарегистрированная длина 50 см.

## Таксономия
Впервые вид был научно описан в 1909 году. Видовой эпитет происходит от слова лат. marcisus — «увядший», «опавший».

## Ареал
Блёклые глубоководные электрические скаты обитают в центрально-западной части Атлантического океана у побережья Багамский островов, Кубы, США (Флорида, Джорджия, Северная и Южная Каролина). Эти скаты встречаются на континентальном шельфе у песчаного или илистого дна на глубине 275—923 м. В водах Южной Каролины они держатся на глубине 646—745 м, у берегов Флориды — 683—922 м и на севере Кубы на глубине 275—642 м.

## Описание
У этих скатов узкий рот с выдвигающимися челюстями, овальные и закруглённые грудные диски и довольно длинный хвост овальной формы. Диск более закруглён и не так вытянут, как у электрического ската Морсби. Тело и кожа мягкие. Имеются два спинных плавника примерно одного размер. У основания грудных плавников сквозь кожу проглядывают электрические парные органы в форме почек. Длина хвостового плавника составляет менее половины от общей длины хвоста. Имеются выраженные верхняя и нижняя лопасти. Расстояние между спинным и хвостовым плавниками примерно равно расстоянию между первым и вторым спинными плавниками. Рыло довольно короткое, его длина составляет менее 1/3 от длины диска (24 % от длины диска у самок и 25 % у самцов). Дорсальная поверхность тела окрашена в жёлто-коричневый цвет, брюхо желтовато-белое. Глаза покрыты кожей и не функционируют.

## Биология
Глубоководные электрические скаты являются медлительными донными рыбами. Они способны генерировать электрический ток средней силы. Размножаются яйцеживорождением, эмбрионы вылупляются из яиц в утробе матери. Самцы достигают половой зрелости при длине около 16 см. Длина новорожденных 8—9 см.

## Взаимодействие с человеком
Эти скаты иногда попадаются в качестве прилов при коммерческом глубоководном промысле. Пойманных рыб выбрасывают за борт, но уровень выживаемости у них низкий (мягкое тело и кожа). Международный союз охраны природы присвоил этому виду статус сохранности «Вызывающий наименьшие опасения».